# Massiccio dei Sept Laux
Il Massiccio dei Sept Laux (in francese Massif des Sept Laux - detto anche Catena Rocher Blanc-Puy Gris-Pic du Frêne) è un gruppo montuoso francese nelle Alpi del Delfinato.
Il massiccio costituisce la parte settentrionale della Catena di Belledonne.

## Classificazione
La SOIUSA vede il massiccio come un supergruppo alpino e vi attribuisce la seguente classificazione:
- Grande parte = Alpi Occidentali
- Grande settore = Alpi Sud-occidentali
- Sezione = Alpi del Delfinato
- Sottosezione = Catena di Belledonne
- Supergruppo = Massiccio dei Sept Laux
- Codice = I/A-5.II-A

## Suddivisione
Dalla SOIUSA viene suddiviso in quattro gruppi e sei sottogruppi
- Gruppo Aiguille Michel-Puy Gris (A.1)
  - Cresta Aiguille Michel-Bec d'Arguille-Grande Valloire (A.1.a)
  - Cresta Puy Gris-Grand Morétan (A.1.b)
- Gruppo Rocher Blanc-Belle Etoile (A.2)[2]
  - Gruppo del Rocher Blanc (A.2.a)
  - Gruppo Belle Etoile-Cabottes (A.2.b)
- Catena della Dent du Pra (A.3)
- Massiccio del Pic du Frêne (A.4)
  - Gruppo del Pic du Frêne (A.4.a)
    - Cresta Pic du Frêne-Grand Miceau (A.4.a/a)
    - Cresta Pointes de la Bourbière-Grand Charnier (A.4.a/b)

  - Gruppo dei Grands Moulins (A.4.b)

## Montagne

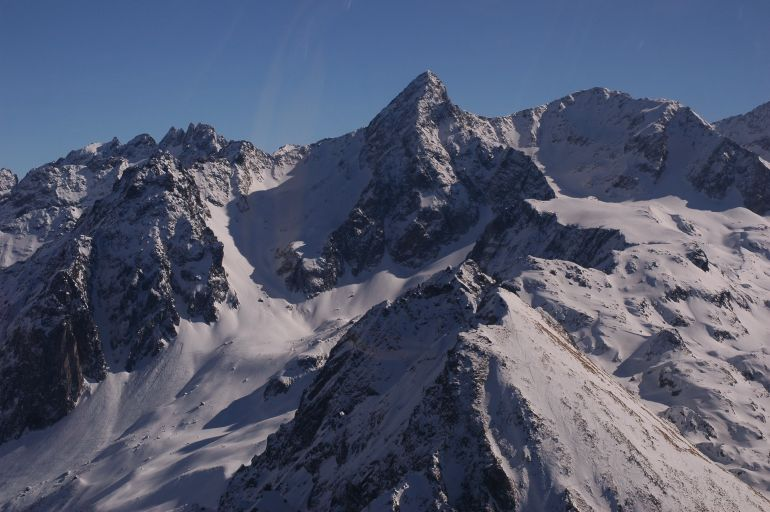
Il Rocher Blanc.

Le montagne principali del gruppo sono:
- Rocher Blanc - 2.927 m
- Aiguille Michel - 2.915 m
- Puy Gris - 2.908 m
- Bec d'Arguille - 2.891 m
- Pic du Frêne - 2.807 m
- Grand Morétan - 2.800 m
- Pic de la Grande Valloire - 2.758 m
- Dent du Pra - 2.623 m
- Grand Miceau - 2.618 m
- Grand Charnier d'Allevard - 2.561 m
- Grands Moulins - 2.495 m